# Рупките
Ру̀пките е село в Южна България, община Чирпан, област Стара Загора.

## География
Село Рупките се намира на около 30 km югозападно от областния център Стара Загора и 6 km север-североизточно от общинския център Чирпан. Разположено е в южните склонове на Чирпанските възвишения, в плитката долина на течащата през южната част на селото от запад-северозапад на изток-югоизток Старата река (Малък Юрт, Селската), ляв приток на река Марица. Надморската височина в центъра на селото при сградата на кметството е около 240 m. Климатът е преходно-континентален.
Общинският път през село Рупките води до две връзки с третокласния републикански път III-608 – на северозапад в село Спасово, а на югозапад – на около 0,5 km северно от железопътна спирка „Спасово“ (отстояща на около 4 km южно от село Спасово) на железопътната линия Пловдив – Бургас.
На около километър южно от Рупките минава автомагистрала „Тракия“, с която селото няма непосредствена връзка.
Землището на село Рупките граничи със землищата на: село Спасово на запад и север; село Винарово на североизток; село Свобода на изток; град Чирпан на юг.
В землището на Рупките югоизточно от селото има микроязовир.
Етническият състав на населението на село Рупките по численост и дял на етническите групи според преброяването през 2011 г. е:
| Етнически групи     | Численост | Дял (в %) |
| Общо                | 307       | 100       |
| Българи             | 298       | 97,07     |
| Турци               | ...       | ...       |
| Цигани              | 6         | 1.95      |
| Други               | ...       | ...       |
| Не се самоопределят | ...       | ...       |
| Не отговорили       | 1         | 0,33      |

Числеността на населението на село Рупките по данните от преброяванията от 1934 г. насам се променя, както следва:
| \| Година на преброяване \| Численост \| \| --------------------- \| --------- \| \| 1934 \| 1611 \| \| 1946 \| 1628 \| \| 1956 \| 1357 \| \| 1965 \| 1023 \| \| 1975 \| 896 \| \| 1985 \| 705 \| \| 1992 \| 635 \| \| 2001 \| 489 \| \| 2011 \| 307 \| \| 2021 \| 294 \| |           |
| Година на преброяване | Численост |
| 1934 | 1611      |
| 1946 | 1628      |
| 1956 | 1357      |
| 1965 | 1023      |
| 1975 | 896       |
| 1985 | 705       |
| 1992 | 635       |
| 2001 | 489       |
| 2011 | 307       |
| 2021 | 294       |

## История
След Руско-турската война 1877 – 1878 г. по Берлинския договор 1878 г. селото – тогава с име Тюркмешлии, остава в Източна Румелия; присъединено е към България след Съединението 1885 г. Селото с име Тюркмешлии е преименувано на Рупките през 1906 г.
Училище в село Тюркмешлии (Рупките) е създадено след Освобождението 1878 г. Архивна документация за училището е съхранена за периода 1891 – 1950 г.
Читалище в село Тюркмешлии (Рупките) е основано през 1874 г. от Стоян Заимов. През 2009 г. на законово основание към наименованието му „Христо Ботев“ е добавена годината на неговото първоначално създаване и то става „Христо Ботев 1874 г.“.
Трудово кооперативно земеделско стопанство (ТКЗС) в село Рупките е основано вероятно към края на 1940-те или през 1950-те години. То престава да съществува самостоятелно, след като през 1958 г. влиза в състава на ОТКЗС (Обединено ТКЗС) – село Спасово, което обединява ТКЗС в селата Спасово, Стоян-Заимово, Средно градище, Изворово и Рупките. От 1971 г. ОТКЗС – Спасово става структурно звено на АПК – село Братя Даскалови.

## Обществени институции
Село Рупките към 2025 г. е център на кметство Рупките.
В село Рупките към 2025 г. има:
- действащо читалище „Христо Ботев 1874 г.“;[15]
- православна църква „Свети свети Константин и Елена“;[16]
- пощенска станция.[17]

Най-близката болница, общопрактикуващи лекари и учебни заведения се намират в град Чирпан.

## Културни и природни забележителности
В землището на село Рупките са разкрити останките на антична крепост, изградена през 3 век пр.н.е. и обикновено идентифицирана с известната от писмени източници по-късна римска пътна станция Карасура на пътя Виа Милитарис. Тя се намира на около 3 km изток-югоизточно от центъра на село Рупките, в посока към село Свобода, на около 0,3 – 0,4 km южно от автомагистрала „Тракия“. Основната ѝ (северна) част е построена върху праисторическа селищна могила. През средновековието там израства град, обхващащ и територии извън античните крепостни стени. На нейната територия са провеждани дългогодишни археологически проучвания (от 1981 г.) от смесен немско-български екип, които вече са прекратени. Материалите от разкопките се намират във фондовете на Историческия музей – в град Чирпан, а публикуваните резултати от тези проучвания са главно на немски език в томовете „KARASURA“. При разкопките на крепостта са открити две късноантични църкви. Първата е в североизточната част на крепостта и е строена през IV век и възстановена, вероятно след земетресение, през VI век, а през IX век върху нея е построена по-малка църква с гробище около нея. Втората църква е от същия период, като при строежа ѝ са използвани умишлено повредени по-стари релефи на Тракийски конник.
Село Рупките попада в обхвата на Защитената зона по директивата за местообитанията „Чирпански възвишения“.
Според природните и историческите си дадености, село Рупките е подходящо място за любителите на селски и културен туризъм.

## Редовни събития
Празник на селото – последната събота на месец август.

## Личности
- Стоян Заимов (1853 – 1932), български революционер, апостол на Априлското въстание
- Нуни Нанев (1908 – 1993), оперен певец тенор
- Желязко Желязков (1926 – 2017), български офицер, генерал-лейтенант
- Иван Аяров (27.12.1939 – 24.12.2021) – роден в село Рупките. Средното си образование завършва в техникума по ветеринарна медицина „Иван П. Павлов“ в Стара Загора, а висше – във ВВМИ „Проф. д-р Г. Павлов“ в София. В продължение на 20 години е научен работник – токсиколог, еколог, миколог, автор е на десетки научни трудове и публикации по специалността. Дълги години е председател на старозагорското Народно читалище „Св. Климент Охридски“ и председател на сдружение „Митрополит Методий Кусев – 1996“. От младежките си години сътрудничи с литературни текстове в периодичния печат, радиото и телевизията. Издал е поетичните книги „Повикана песен“, „Богородице моя без ореол“, „Мушмороци“, „Капището“, „Жрицата“ и историко-краеведческите книги (в съавторство) „Възрожденска Акарджа и Стара Загора“, „Стара Загора 1878 – 1945“. Носител е на обществени и литературни отличия и награди.[22]